# Cryptographis punctilinealis
Cryptographis punctilinealis là một loài bướm đêm trong họ Crambidae.